# Рудстрём, Бьёрн
Бьёрн Рудстрём (швед. Björn Rudström; род. 10 мая 1954, Хернёсанд) — шведский кёрлингист и тренер по кёрлингу.
В 2009—2014 — председатель Шведской федерации кёрлинга (швед. Svenska Curlingförbundet).

## Достижения
- Чемпионат мира по кёрлингу среди мужчин: золото (1977).
- Чемпионат Европы по кёрлингу: золото (1977), серебро (1981).
- Чемпионат мира по кёрлингу среди ветеранов: бронза (2006).
- Чемпионат Швеции по кёрлингу среди мужчин: золото (1975, 1977).
- Чемпионат Швеции по кёрлингу среди юниоров: золото (1974).

## Команды
| Сезон   | Четвёртый       | Третий         | Второй             | Первый             | Запасной   | Турниры                      |
| ------- | --------------- | -------------- | ------------------ | ------------------ | ---------- | ---------------------------- |
| 1973—74 | Андерс Тидхольм | Рагнар Камп    | Кристер Мортенссон | Бьёрн Рудстрём     |            | ЧШЮ 1974                     |
| 1974—75 | Рагнар Камп     | Бьёрн Рудстрём | Кристер Мортенссон | Аксель Камп        |            | ЧШМ 1975 · ЧМ 1975 (4 место) |
| 1976—77 | Рагнар Камп     | Хокан Рудстрём | Бьёрн Рудстрём     | Кристер Мортенссон |            | ЧШМ 1977 · ЧМ 1977           |
| 1977—78 | Рагнар Камп     | Бьёрн Рудстрём | Хокан Рудстрём     | Кристер Мортенссон |            | ЧЕ 1977                      |
| 1981—82 | Йёран Роксин    | Бьёрн Рудстрём | Хокан Рудстрём     | Кристер Мортенссон | Hans Timan | ЧЕ 1981                      |
| 2005—06 | Ян Ульстен      | Бьёрн Рудстрём | Ларс Страндквист   | Ларс Энгблум       |            | ЧМВ 2006                     |

(скипы выделены полужирным шрифтом)

## Результаты как тренера национальных сборных
| Год  | Турнир                  | Сборная | Место |
| ---- | ----------------------- | ------- | ----- |
| 2013 | Зимняя Универсиада 2013 | Швеция  | 5     |
| 2013 | Зимняя Универсиада 2013 | Швеция  | 1     |

## Частная жизнь
Из семьи кёрлингистов. Дочь Карин Рудстрём — кёрлингистка, чемпионка мира (2011). Его брат, Хокан Рудстрём — кёрлингист, в одной команде с Бьёрном чемпион мира (1977) и Европы (1977). Дочь Хокана, Амалия Рудстрём (швед. Amalia Rudström) — кёрлингистка, входила в команду Швеции на зимних Юношеских олимпийских играх 2012.